# Moldavsko-transylvánské Karpaty
Moldavsko-transylvánské Karpaty (Carpații Moldo-Transilvani) představují prostřední ze tří skupin rumunských Východních Karpat podle rumunského členění. Z pohledu geomorfologického dělení Karpat, jaké je uplatňováno v Česku, Polsku a na Slovensku, jde o část vnitřních a část vnějších Východních Karpat.

## Geografie
Na severu je ohraničuje Depresiunea Dornelor, průsmyk Mestecăniș a pásmo moldavských sníženin. Na jihu je ohraničuje Depresiunea Brașov a průsmyk Oituz. Tvoří je následující pohoří:
- Sopečná oblast
  - Munții Căliman (Pietrosul Călimanilor 2102 m)
  - Munții Gurghiu
  - Depresiunea Vărșag
  - Munții Harghita (Harghita Mădăraș 1800 m)
  - Muntele Ciomatu
  - Depresiunea Giurgeu
  - Depresiunea Ciuc
  - Depresiunea Baraolt
- Moldavská oblast
  - Munții Giurgeu
  - Munții Hășmașu Mare (Hășmașul Mare / Hăghimașul Mare 1793 m)
  - Munții Ciucului (Ciucaș 1959 m)
  - Munții Nemira
  - Depresiunea Cașin
  - Munții Giumalău (1857 m)
  - Munții Rarău (1653 m)
  - Munții Bistriței
  - Depresiunea Bilbor
  - Depresiunea Borsec
  - Munții Ceahlău (Ocolașul Mare 1907 m)
  - Munții Tarcău
  - Munții Stânișoarei
  - Munții Goșmanu
  - Munții Brezunț
  - Depresiunea Comănești
- Jižní oblast
  - Munții Perșani
  - Munții Baraolt
  - Munții Bodoc